# Arcidiocesi di Cipsela
L'arcidiocesi di Cipsela (in latino: Archidioecesis Cypselensis) è una sede soppressa e sede titolare della Chiesa cattolica.

## Storia
Cipsela, corrispondente alla città turca di İpsala, è un'antica sede arcivescovile autocefala della provincia romana di Rodope nella diocesi civile di Tracia e nel patriarcato di Costantinopoli.
Originariamente suffraganea dell'arcidiocesi di Traianopoli, a partire dal VII secolo appare nelle Notitiae Episcopatuum come sede autocefala.
Diversi sono i vescovi noti di questa sede. Giorgio e Teofilatto parteciparono ai concili ecumenici del 553 e del 787. Stefano era presente ai due concili di Costantinopoli dell'869-870 e dell'879-880. Il nome di Nicola appare in un sigillo databile al X secolo. Leone sottoscrisse una decisione del patriarca Sisinnio il 21 febbraio 997 riguardante gli impedimenti matrimoniali. Pietro partecipò a diversi sinodi patriarcali nel 1027, 1030 e 1038. Demetrio e Giovanni presero parte ad altri sinodi patriarcali celebrati nel 1079 e nella seconda metà del XII secolo.
Nel 1285 la metropolia bizantina fu unita alla metropolia di Rusio.
Dal 1929 Cipsela è annoverata tra le sedi arcivescovili titolari della Chiesa cattolica; la sede è vacante dal 20 aprile 1969.

## Cronotassi

### Arcivescovi greci
- Giorgio † (menzionato nel 553)
- Teofilatto † (menzionato nel 787)
- Stefano † (prima dell'869 - dopo l'879)
- Nicola † (X secolo)
- Leone † (menzionato nel 997)
- Pietro † (prima del 1027 - dopo il 1038)
- Demetrio † (menzionato nel 1079)
- Giovanni † (prima del 1166 - dopo il 1171)

### Arcivescovi titolari
- Redmond Garrett Prendiville † (11 luglio 1933 - 24 maggio 1935 succeduto arcivescovo di Perth)
- Paul Kiredjian † (2 marzo 1936 - 28 marzo 1936 succeduto arcieparca di Costantinopoli)
- Norman Thomas Gilroy † (1º luglio 1937 - 8 marzo 1940 succeduto arcivescovo di Sydney)
- Mečislovas Reinys † (18 luglio 1940 - 8 novembre 1953 deceduto)
- Eugenio Giambro † (2 febbraio 1955 - 17 febbraio 1960 deceduto)
- Johannes Petrus Huibers † (27 giugno 1960 - 20 aprile 1969 deceduto)